# Roeien op de Olympische Zomerspelen 2016 – Dubbel-vier vrouwen
De dubbel-vier vrouwen op de Olympische Zomerspelen 2016 vond plaats van zaterdag 6 tot en met donderdag 11 augustus 2016. Regerend olympisch kampioen was Oekraïne, dat in Rio de Janeiro de titel verdedigde. De competitie bestond uit meerdere ronden, beginnend met de series en herkansingen om het deelnemersveld van de finales te bepalen. De series vonden plaats op zaterdag 6 augustus 2016, een dag later gevolgd door de herkansingen. De herkansingen worden geroeid op maandag 8 augustus, gevolgd door de finales op 11 augustus 2016.

## Resultaten

### Series
De beste boot van elke serie plaatste zich voor de finale. De twee of drie overige boten probeerden in de herkansingen zich alsnog te kwalificeren.

#### Serie 1
| rang | naam                                                                      | land      | tijd    |   |
| ---- | ------------------------------------------------------------------------- | --------- | ------- | - |
| 1    | Daryna Verkhogliad Olena Buryak Anastasija Kozjenkova Ievgeniia Nimchenko | Oekraïne  | 6:35.48 | Q |
| 2    | Jessica Hall Kerry Hore Jennifer Cleary Madeleine Edmunds                 | Australië | 6:37.43 | H |
| 3    | Chantal Achterberg Nicole Beukers Inge Janssen Carline Bouw               | Nederland | 6:38.58 | H |
| 4    | Zhang Ling Jiang Yan Wang Yuwei Zhang Xinyue                              | China     | 6:40.21 | H |

#### Serie 2
| rang | naam                                                                | land             | tijd    |   |
| ---- | ------------------------------------------------------------------- | ---------------- | ------- | - |
| 1    | Annekatrin Thiele Carina Bär Julia Lier Lisa Schmidla               | Duitsland        | 6:30.86 | Q |
| 2    | Maria Springwald Joanna Leszczyńska Agnieszka Kobus Monika Ciaciuch | Polen            | 6:33.43 | H |
| 3    | Grace Latz Tracy Eisser Megan Kalmoe Adrienne Martelli              | Verenigde Staten | 6:40.78 | H |

### Herkansing
De beste vier boten plaatsten zich voor de finale.
| rang | naam                                                                | land             | tijd    |   |
| ---- | ------------------------------------------------------------------- | ---------------- | ------- | - |
| 1    | Chantal Achterberg Nicole Beukers Inge Janssen Carline Bouw         | Nederland        | 6:24.61 | Q |
| 2    | Maria Springwald Joanna Leszczyńska Agnieszka Kobus Monika Ciaciuch | Polen            | 6:25.49 | Q |
| 3    | Zhang Ling Jiang Yan Wang Yuwei Zhang Xinyue                        | China            | 6:28.49 | Q |
| 4    | Grace Latz Tracy Eisser Megan Kalmoe Adrienne Martelli              | Verenigde Staten | 6:28.54 | Q |
| 5    | Jessica Hall Kerry Hore Jennifer Cleary Madeleine Edmunds           | Australië        | 6:28.60 |   |

### Finale
| rang   | naam                                                                      | land             | tijd    |  |
| ------ | ------------------------------------------------------------------------- | ---------------- | ------- |  |
| Goud   | Annekatrin Thiele Carina Bär Julia Lier Lisa Schmidla                     | Duitsland        | 6:49.39 |  |
| Zilver | Chantal Achterberg Nicole Beukers Inge Janssen Carline Bouw               | Nederland        | 6:50.33 |  |
| Brons  | Maria Springwald Joanna Leszczyńska Agnieszka Kobus Monika Ciaciuch       | Polen            | 6:50.86 |  |
| 4      | Daryna Verkhogliad Olena Buryak Anastasija Kozjenkova Ievgeniia Nimchenko | Oekraïne         | 6:56.09 |  |
| 5      | Grace Latz Tracy Eisser Megan Kalmoe Adrienne Martelli                    | Verenigde Staten | 6:57.57 |  |
| 6      | Zhang Ling Jiang Yan Wang Yuwei Zhang Xinyue                              | China            | 6:59.45 |  |